# Nothocasis polystictaria
Nothocasis polystictaria là một loài bướm đêm trong họ Geometridae.